# Ледниковый период 3: Эра динозавров
«Леднико́вый пери́од 3: Э́ра диноза́вров» (англ. Ice Age: Dawn of the Dinosaurs) — американский компьютерно-анимационный приключенческий комедийный фильм 2009 года, снятый студией Blue Sky Studios и выпущенный компанией 20th Century Fox. Это продолжение мультфильма «Ледниковый период 2: Глобальное потепление» и третий мультфильм франшизы «Ледниковый период». Режиссёром выступил Карлус Салданья. Рэй Романо, Джон Легуизамо, Денис Лири и Крис Уэдж повторяют свои роли из первых двух фильмов, а Шонн Уильям Скотт, Джош Пек и Куин Латифа повторяют свои роли из второго фильма, а Саймон Пегг присоединился к ним в роли ласки Бак. По сюжету ленивец Сид был похищен самкой тираннозавра после кражи её яиц, это привело к тому, что остальная часть стада отправляется спасать его в тропическом затерянном мире подо льдом, населённом динозаврами.
Фильм был выпущен 1 июля 2009 года, став первым фильмом франшизы и первым фильмом 20th Century Fox, выпущенным в 3D. Он получил смешанные отзывы от критиков и заработал 886,6 миллиона долларов по всему миру, став третьим самым кассовым фильмом 2009 года, самым кассовым мультфильмом 2009 года, самым кассовым мультфильмом франшизы и самым кассовым мультфильмом Blue Sky Studios. В 2012 и 2016 годах были выпущены два продолжения: «Ледниковый период 4: Континентальный дрейф» и «Ледниковый период 5: Столкновение неизбежно» соответственно.

## Сюжет
Спустя три года после событий второго фильма, мамонты Мэнни и Элли ждут рождения детёныша, чем вызывают у ленивца Сида желание обзавестись семьёй. Однако Мэнни относится к этому скептически, считая, что Сид в силу характера не способен выполнять родительские обязанности.
Сид находит в пещере подо льдом три больших яйца и решает усыновить их, несмотря на то, что Мэнни требует вернуть. На следующий день из яиц вылупляются три динозаврика, которые начинают повторять повадки ленивца. Но вскоре появляется их мать — огромный тираннозавр, чтобы забрать своих детей. Из-за того, что динозаврики слишком привязались к Сиду, ей приходится утащить его с собой.
Мэнни, Элли, опоссумы Крэш и Эдди и саблезубый тигр Диего спускаются в пещеру, чтобы спасти Сида, и открывают скрытый подо льдами растительный мир, населённый динозаврами. Они тут же оказываются окружены хищниками, от которых их спасает одноглазая ласка по имени Бак — бесстрашный охотник на динозавров, который соглашается провести новых друзей к логову тираннозавра, находящемуся рядом с Порогами Лавы. Бак предупреждает, что в его мире существует гигантский барионикс Руди, с которым Бак сражается уже долгое время. Когда-то он потерял правый глаз в схватке с Руди, но при попытке динозавра проглотить его вырвался из пасти и выбил ему зуб, к которому приделал рукоятку и таким образом смастерил себе нож.
Путешествие встречает героев различными опасностями. В Джунглях Страданий Мэнни и Диего оказываются едва не съеденными гигантским цветком, от которого их спасает Бак. Перебираясь через Ущелье Смерти, все чуть не умирают от безостановочного смеха, вызванного извергаемыми веселящими газами; лишь Элли успевает их выручить. Когда друзья перебираются по Скорбному Плато с обваливающимися скалами, у Элли начинаются схватки, и Мэнни с Диего остаются защищать её от хищных динозавров гуанлонгов, в то время как Бак вместе с Крэшем и Эдди идут к Порогам Лавы на поиски Сида.
Сид, путешествующий вместе с самкой тираннозавра и её детьми, теряется в пути и сталкивается с динозавром Руди, убегая от которого, оказывается унесённым на камнях лавовым потоком. Бак, Крэш и Эдди, оседлав птеранодона и отбиваясь от стаи враждебных птерозавров-кетцалькоатлей, вовремя спасают его и возвращаются к Мэнни, Диего и Элли, переживших рождение мамонтёнка-девочки, названной Персиком.
Наконец воссоединившись, друзья собираются возвращаться. Неожиданно на пути появляется Руди. Объединёнными усилиями Мэнни, Диего, Бак и Сид связывают ящера, но Сид по неуклюжести разрывает лианы, служащие верёвками, и освобождает Руди. Ленивец оказывается едва не съеден гигантским динозавром, когда ему на помощь приходит мама-тираннозавр и сталкивает Руди в пропасть.
Сид прощается с динозавриками и их матерью (Мэнни говорит ленивцу, что тот проявил себя как хороший отец). Бак, посчитав, что после смерти Руди ему будет неинтересно жить в своём мире, решает подняться вместе с остальными в Ледниковый период. Но на выходе он слышит отдалённый рёв Руди, понимает, что тот выжил, и, разрушив мост в затерянный мир, остаётся внизу, а герои вместе с мамонтёнком возвращаются домой. В это время счастливый Бак разъезжает на укрощённом Руди.
Во время поиска своего любимого желудя, Скрат встречает самку саблезубой белки-летяги по имени Скратти, в которую влюбляется. Скрат сражается с ней за свой желудь, когда обнаруживает, что он у нее. Битва продолжается до тех пор, пока они не проваливаются сквозь землю и не попадают в мир динозавров, где продолжают свою борьбу. Скрат и Скратти, которые влюбились друг в друга после того, как Скрат спас ее от падения в лаву, решают вместе жить в джунглях. К сожалению, жадность Скрата к его драгоценному желудю побеждает его новообретенный роман со Скратти, и в конечном итоге он выбирает желудь вместо нее. Саблезубые белки снова сражаются за желудь, в результате чего Скрата случайно выбрасывает обратно на поверхность, в то время как Скратти остается в мире динозавров. Скрат насмехается над ней по поводу желудя, но снова теряет его после того, как большой кусок льда выбивает его из его рук к Скратти в мир динозавров. Фильм заканчивается криком отчаяния Скрата.

## В ролях
- Мэ́нни — Рэй Романо
- Сид — Джон Легуизамо
- Дие́го — Денис Лири
- Э́лли — Куин Латифа
- Крэш — Шонн Уильям Скотт
- Э́дди — Джош Пек
- Бак — Саймон Пегг
- Скрат — Крис Уэдж
- Скра́тти — Карен Дишер
- Ма́ма-Дино — Фрэнк Уэлкер
- Ру́ди — Фрэнк Уэлкер/Ди Брэдли Бейкер
- Диноза́врики — Карлус Салданья
- Пе́рсик — Миа Талерико

## Создание
- Анкилозавр
- Барионикс
- Брахиозавр
- Гарпактогнат
- Гуанлонг
- Игуанодон
- Кентрозавр
- Пахицефалозавр
- Кетцалькоатль
- Тираннозавр
- Трицератопс
- Троодон

В студии Blue Sky решили ввести в третью часть ещё больше приключений и назвать этот мультфильм «Ледниковый период: Новое начало». Они вдохновлялись такими примерами из истории кинематографа как гигантская обезьяна Кинг-Конг или вымышленная страна Шангри-Ла посреди льдов. В итоге создатели остановились на динозаврах и затерянном подземном мире. Ещё в начале создания первого «Ледникового периода» мультипликаторы посещали Американский музей естественной истории, чтобы собрать сведения о доисторических животных. Учёные, с которыми они консультировались, попросили не включать в мультфильм динозавров, поскольку эти существа вымерли ещё за 65 миллионов лет до описываемых в нём событий. Но в работе над третьей частью создатели нуждались в том, чтобы вызвать новый интерес у поклонников первых двух мультфильмов, и поэтому создали вымышленный затерянный мир под землёй, где динозавры продолжали существовать.
Вследствие этого, дизайнер персонажей мультфильма Питер де Сэв придал внешнему виду динозавров, живущих в тёплом климате своего мира, множество разнообразных и ярких красок: «Динозавры не должны были быть только коричневыми. Можно позволить себе вольности, потому что никто не знает, какого цвета они были на самом деле. Гуанлонгов, например, мы сделали переливающегося синего цвета с оранжевым узором». Заметно также, что все динозавры подземного мира в мультфильме намного крупнее реальных представителей своих видов — относительно шерстистых мамонтов Мэнни и Элии, как самых крупных из главных героев (то же относится и к яйцам тираннозавра).
Придумывая Руди, которого ласка Бак описывает как самого страшного динозавра, создатели мультфильма смягчили образ матери-динозаврихи: если вначале мультфильма она ведёт себя как монстр, постоянно рыча и топая, то в мире динозавров она больше раскрывается как персонаж, уступая место Руди как по-настоящему опасному чудовищу. Для устрашающего облика Руди был выбран барионикс из-за его свирепого крокодильего взгляда; ради угрожающего вида его сделали альбиносом с жилистыми красными глазами.
Сам подземный мир выглядит очень ярким и пышным, особенно в сравнении с ледяными пейзажами первых двух фильмов. Этот мир и населяющие его существа настолько огромны, что даже Мэнни чувствует себя маленьким. «Когда появляются динозавры, Мэнни перестаёт быть „королём джунглей“», — сказал Рэй Романо, озвучивший мамонта. Создавая новый мир, создатели картины хотели, тем самым, поместить героев в новые условия и обеспечить их неожиданными проблемами.
Одной из задач для аниматоров стала беременность Элли — они думали, как лучше всего её изобразить. По словам ведущего аниматора Хуана Карлоса Наварро-Карриона, они не стали сильно увеличивать живот, чтобы он не замедлял её, сохранили в Элли всю энергию, присущую ей, но, при этом, пытались сделать её шаги и способы передвижения в пространстве более осторожными.
Ещё в первых двух частях Джон Легуизамо придал голосу Сида забавную шепелявость, после того, как узнал, что ленивцы хранят еду за щеками. В триквеле перед актёром была поставлена новая задача — показать изменения, происходящие с персонажем. «Сид хочет, чтобы его воспринимали серьёзно, относились к нему как к взрослому, он хочет получить немного уважения», — сказал Легуизамо.
Первоначально, ещё при создании первой части франшизы, персонаж белки Скрат планировался как периферийный. Но невероятная популярность этого героя заставила создателей значительно расширить роль белки. Так, уже во второй части, Скрат принимал непосредственное участие в сюжете, спровоцировав наводнение. В третьей части создатели пошли ещё дальше и ввели в повествование нового героя — белку-летягу Скратти, ставшую конкурентом Скрата в борьбе за жёлудь, в ходе которой отношения персонажей перешли в разряд романтических. Этим персонажам в «Эре динозавров» посвящена целая сюжетная линия. «Грызуны внешне похожи, но имеют важные различия. Скратти умнее, а также более усовершенствована и развита», — отмечает художник Питер де Сэв.
В мультфильм был введён ещё один новый персонаж — Бак. «Нас всегда привлекала идея создания героя-авантюриста — парня, который случайно попал в подземный мир и посвятил свою жизнь борьбе с огромным динозавром Руди, который когда-то лишил его глаза», — говорит Карлус Салданья. Сосценарист Майкл Берг добавляет, что «у Бака есть качество самомифологизации, и это делает его жизнь более забавной». По словам создателей, они хотели хоть немного обосновать поведение нового героя. Он должен был быть не только забавным, но и логичным с точки зрения поведения. Аниматоры сделали персонажа очень гибким и спортивным, а также немного сумасшедшим.
Премьера первого видеоролика-тизера к «Ледниковому периоду 3» состоялась одновременно с выходом мультфильма «Хортон» 14 марта 2008 года. Примечательно, что этот тизер состоял из сцены, которая была вырезана из мультфильма. В ней Скрат, прорывающийся сквозь снежную бурю к своему ореху, случайно открывает дыру в затерянный мир динозавров, после чего падает туда и сталкивается с Мамой-динозаврихой. Вероятно, эта сцена планировалась как вступительная в мультфильме, и впоследствии её заменили на момент первой встречи Скрата и Скратти, который был представлен во втором тизере. Позже были выпущены два очень похожих между собой трейлера к мультфильму, в которых впервые появился новый персонаж Бак.
Фильм был выпущен в формате RealD в приспособленных для этого кинотеатрах. Возникли некоторые противоречия, когда компания 20th Century Fox объявила, что не будет больше оплачивать поставку 3D-очков. Некоторые кинотеатры, в связи с этим, начали угрожать, что покажут мультфильм в стандартном 2D-формате.

## Саундтрек
Музыку к «Ледниковому периоду 3» написал Джон Пауэлл — автор саундтрека к предыдущей части; все его композиции в этом мультфильме являются новыми, с использованием основных музыкальных тем из «Глобального потепления». Куин Латифа (озвучивающая Элли) исполнила в мультфильме песню «Walk the Dinosaur» группы Was (Not Was), которая, однако, не вошла в официальный саундтрек.
| №                   | Название                                                     | Длительность |
| ------------------- | ------------------------------------------------------------ | ------------ |
| 1.                  | «Code Blue»                                                  | 1:44         |
| 2.                  | «Pregnant»                                                   | 1:56         |
| 3.                  | «Leaving the Herd»                                           | 1:50         |
| 4.                  | «The Cavern»                                                 | 0:33         |
| 5.                  | «Magic Eggs»                                                 | 0:13         |
| 6.                  | «Egg Roll»                                                   | 2:08         |
| 7.                  | «The Cliff»                                                  | 0:19         |
| 8.                  | «Sid’s Kids»                                                 | 1:36         |
| 9.                  | «Nest»                                                       | 1:22         |
| 10.                 | «Playground»                                                 | 1:34         |
| 11.                 | «Scrat Finds Furry Love»                                     | 0:41         |
| 12.                 | «Momma»                                                      | 3:38         |
| 13.                 | «Entry to Lost World»                                        | 1:36         |
| 14.                 | «Dinosaur Vista»                                             | 0:34         |
| 15.                 | «Meet Buck»                                                  | 2:59         |
| 16.                 | «Flower of Death»                                            | 2:49         |
| 17.                 | «Nose Job»                                                   | 1:35         |
| 18.                 | «Trek»                                                       | 1:00         |
| 19.                 | «Chasm of Death»                                             | 0:22         |
| 20.                 | «Big Smelly Crack»                                           | 3:10         |
| 21.                 | «We Shall Raise Them Vegetarian»                             | 2:20         |
| 22.                 | «Campfire Stories»                                           | 1:19         |
| 23.                 | «Flashback»                                                  | 0:59         |
| 24.                 | «Nite Nite»                                                  | 0:45         |
| 25.                 | «You’ll Never Tango»                                         | 0:48         |
| 26.                 | «Herd Crossing»                                              | 0:37         |
| 27.                 | «Plates of Woe»                                              | 3:58         |
| 28.                 | «Battle Cry»                                                 | 0:16         |
| 29.                 | «Buck’s Theme»                                               | 0:38         |
| 30.                 | «Battles»                                                    | 4:05         |
| 31.                 | «Over the Falls»                                             | 0:13         |
| 32.                 | «Rescues»                                                    | 3:33         |
| 33.                 | «Alone Again» (исполняется Чедом Фишером)                    | 1:54         |
| 34.                 | «To the Portal»                                              | 0:54         |
| 35.                 | «Rudy Fight»                                                 | 2:12         |
| 36.                 | «Farewell»                                                   | 1:42         |
| 37.                 | «Out of This World»                                          | 0:33         |
| 38.                 | «Buck Returns»                                               | 1:08         |
| 39.                 | «Welcome to the Ice Age»                                     | 1:58         |
| 40.                 | «At Home with the Scrats»                                    | 0:26         |
| 41.                 | «The Call of the Siren Acorn»                                | 0:16         |
| 42.                 | «True Love for Our Hero»                                     | 0:23         |
| 43.                 | «End Credits»                                                | 7:00         |
| 44.                 | «You’ll Never Find Another Love Like Mine» (песня Лу Роулса) | 4:26         |
| Общая длительность: | Общая длительность:                                          | 73:45        |

- Трек 33 «Alone Again», исполняемый Чедом Фишером, — кавер-версия одноимённой песни Гилберта О’Салливана с переписанным в сторону романтики и юмора текстом.
- Трек 44 «You’ll Never Find Another Love Like Mine» — песня Лу Роулса, используемая в мультфильме для сцен со Скратом и Скратти. Также на музыкальной теме этой песни основаны треки 11, 25 и 40, написанные Кенеттом Гэмблом и Леоном Хаффом.
- В треках 41 и 42 используется музыка из балета «Спартак» Арама Хачатуряна.

## Отзывы
Критика
Фильм получил различные отзывы критиков. На сайте Rotten Tomatoes 46 % критиков дали фильму позитивную оценку (всего 162 отзыва, средняя оценка — 5,4 из 10). Из 27 топ-критиков положительно оценили фильм 37 %. На сайте Metacritic оценка фильма составляет 51 из 100 (общее количество рецензий — 23).
Однако Роджер Эберт присудил фильму 3,5 звезды из 4-х возможных, написав: «Этот мультфильм является лучшим в трилогии, рассказывающей о межвидовом стаде храбрых доисторических животных. И это лучший 3D-мультфильм из всех, что я видел». Лу Люменик из New York Post наградил ленту тремя звёздами, заявив, что в триквеле стало намного больше действия, отметив также красоту созданного мира и быстрый темп мультфильма. Кейт Фиппс из A.V. Club поставил фильму оценку «C+», отметив, что триквел обладает собственным взглядом на то, как выглядела эра, показанная в фильме, — это, по мнению критика, уловка, призванная возмутить пуристов Ледникового периода по всему миру. Кэрри Рикки из The Philadelphia Inquirer насладилась блестящей анимацией, но подвергла резкой критике «скучный сюжет и индифферентную озвучку».
Алекс Экслер отмечает достаточно среднее начало. Но когда герои попали в подземный мир и к ним присоединился крышесносящий Бак, то мультфильм, считает Экслер, значительно прибавил в привлекательности для зрителей. Отдельно рецензент отмечает историю белки Скрат и его подружки кокетливой белки-летяги. «В результате в общем и целом мультик получился не меньше чем на четвёрку с плюсом. Он не идеальный, конечно, но задорный, весёлый, с определённого момента очень динамичный и реально смешной», — резюмирует автор.
А Вита Рамм из газеты «Известия» с коллегой не согласна и считает, что линия с белкой Скрат самая слабая в фильме, так как ей грустно было смотреть на то, как герой постепенно терял свою основную черту — одержимость. Также она увидела в мультфильме много ссылок и заимствований из других фильмов, например, таких как «Апокалипсис сегодня» (сходящий с ума Бак, воздушный полёт птеродактилей) и «Шрек» (Бак с повадками кота из «Шрека», отношения Сида и динозаврихи). В итоге Рамм восхищается хорошей прорисовкой мира и персонажей, но требует более изобретательного сюжета. А основное послание всей трилогии она видит в следующем: «Если есть крепкая семья и верные друзья, не страшны никакие угрозы внешнего мира».
Лидия Маслова из газеты «Коммерсантъ» совсем не в восторге от мультфильма, она написала: «Триквел сделан в надежде на то, что формат 3D компенсирует плоскую драматургию, которая вяло вращается вокруг проблемы размножения. В третьем фильме с самым харизматичным, хотя номинально не главным героем, саблезубой белкой, случилось то же несчастье, которое постигло во второй серии мамонта, — взыграл половой инстинкт».
Роман Волобуев на страницах журнала «Афиша» назвал похожего на Джека Воробья Бака — похабником; линию с белкой и жёлудем — бледной; а сам мультфильм, по мнению критика, «в плане развлечения представляет примерно такой же интерес, как годовой финансовый отчёт выпустившей его студии Foх, — фантазии и вдохновения на мультфильм истрачено примерно столько же».

## Сборы
Всего мультфильм заработал $196 573 705 в США и Канаде и $692 231 966 во всём остальном мире, в результате чего общая касса мультфильма составила $888 805 671. «Ледниковый период 3» занял третье место в списке самых кассовых фильмов 2009 года в мировом прокате, уступив лишь фильмам «Аватар» и «Гарри Поттер и Принц-полукровка», 22 место (по состоянию на 17 августа 2011) в списке самых кассовых фильмов всех времён и третье место по сборам среди анимационных лент, заработав меньше, чем «История игрушек: Большой побег» ($1,063 миллиарда) и «Шрек 2» ($919,8 миллионов). Во всём остальном мире (исключая США и Канаду), мультфильм обогнал по сборам «В поисках Немо» и стал самым кассовым за всю историю. Также «Ледниковый период 3» стал самым кассовым мультфильмом в 2009 году. Кроме того, он находится на четвёртом месте по сборам в заграничном прокате (кроме США и Канады), уступая картинам «Аватар» ($2,019 миллиарда), «Титаник» ($1,242 миллиарда) и «Властелин колец: Возвращение короля» ($742,1 миллионов). В первый уикенд мультфильм заработал $218,4 миллионов во всём мире (включая предварительные показы), заняв 15 место по сборам в первый уикенд и побив рекорд картины «Симпсоны в кино», которая с результатом в $170,9 миллионов удерживала звание заработавшего самую большую кассу в первый уикенд полнометражного мультфильма. «Ледниковый период 3» — это самый кассовый фильм студии «20th Century Fox» после «Аватара». Кроме того, мультфильм побил множество рекордов в разных странах мира.
В России и СНГ в первый уикенд фильм заработал $16 399 670, заняв по этому показателю 4 место после фильмов «Аватар» ($19 732 998), «Шрек навсегда» ($19 655 930) и «Самый лучший фильм» ($16 484 460). За всё время проката в России мультфильм заработал $44 572 301, заняв по этому показателю 4 место после фильмов «Аватар» ($112 964 113), «Шрек навсегда» ($51 362 770) и «Ирония судьбы. Продолжение» ($50 009 796). Также мультфильм занял второе место в списке самых кассовых анимационных лент в российском прокате после четвёртого Шрека.

## Компьютерная игра
Компьютерная игра от компании Activision по мотивам мультфильма была выпущена для платформ Xbox 360, Wii, PlayStation 3, PlayStation 2, PC и Nintendo DS 30 июня 2009 года. В игре можно управлять Мэнни, Сидом, Диего, Скратом, Скратти и Баком в таких приключениях, как побег от опасных динозавров, доставка яиц в безопасное место, погоня за жёлудем или исследование пещеры и джунглей.

## Продолжение
В раннее время создания мультфильма на официальном сайте было отмечено, что «Эра динозавров» будет последней частью «Ледникового периода», однако через некоторое время эта информация была снята. В январе 2010 года The New York Times опубликовала статью о Blue Sky Studios, в которой было отмечено, что в их планах значится создание четвёртого «Ледникового периода»: на данный момент ожидаются согласия вернуться к работе озвучивающих актёров и Криса Уэджа, режиссёра первого мультфильма и продюсера двух сиквелов.
Тем не менее, компания 20th Century Fox уже объявила, что продолжение будет называться «Ледниковый период 4: Континентальный дрейф» (англ. Ice Age: Continental Drift), мультфильм вышел 12 июля 2012 года.